# Хоменко, Олег (музыкант)
Олег Хоменко (бел. Алег Хаменка) (род. 4 апреля 1967, Минск) — белорусский музыкант, радиоведущий, преподаватель, композитор, культуртрегер, продюсер. Лидер фолк-модерн группы «Палац». Член Белорусского Республиканского совета по делам культуры и искусства.

## Биография
Окончил Белорусский университет культуры по специальности руководитель эстрадно-духового оркестра (1990). В 1990—1992 работал методистом-инспектором по Минску и Минской области Межсоюзного дома самодеятельного творчества Облсовпрофа.
В 1992 году создал группу «Палац», а в 1998 после ухода из «Палаца» Юрия Выдронка стал художественным руководителем коллектива, работа с группой продолжается и по сей день. Вместе с группой многократно участвовал в фестивалях «Басовище» (Польша), «Рок-коронация» (Белоруссия), Славянский базар (Белоруссия), фольклорных фестивалях Европы: EBU Contemporary Folk Music Festival (Германия, 1994), Suklegos (Литва, 1987), и стран СНГ Голос Азии (Казахстан, 1995), Казачий круг (Россия, 1999), Країна Мрій (Украина, 2010).
В 2003—2004 годах автор и ведущий программы «Учительская (бел. Настаўніцкая») на телеканале «Лад». Также долгое время был радиоведущим радиоверсии хит-парада «Tuzin.fm».
В 2008 окончил аспирантуру БГУКИ по специальности культурология. Старший преподаватель кафедры «Режиссура эстрады» БГУКИ.
В 2008 году при поддержке детского фонда ЮНИСЕФ, совместно с Тамарой Лисицкой и Людмилой Рыжковой записали и выпустили для детей серию аудиосказок «Белорусские Народные Сказки» (бел. Беларускія Народныя Казкі«).
C 2009 года постоянный ведущий фестиваля „Каменица“ (бел. Камяніца»).
В 2009 году создал фестиваль «Bela music», который проходил на аэродроме «Боровая».
Ведущий радиоверсии хит-парада Tuzin.fm «Тузін хітоў» на Радио Рация и авторской программы «Фолк брама».
Был ведущим программы «Брама Iснасцi» на радиостанции «Авторадио» вплоть до закрытия её 12 января 2011 года по политическим мотивам.
Часто выступает сольно, без группы «Палац».
В составе группы «Палац» снимался в художественном фильме «Анастасия Слуцкая», эпизодической роли «самого себя» в сериале «Выше неба».

## Семья
Женат. Сын Евгений известен как автор и ведущий ТВ программы «К-игры» (ЗАО «Восьмой канал», Минск).

## Цитаты
- Фольклор — это не музей. Музыканты, в том числе и профессиональные, создают то, что позже будет называться народным творчеством. Вот, например, «Госці» Лявона Вольского или «Гуляць дык гуляць», что «Сябры» исполняют, — это и есть примеры современного фольклора. Тем не менее, у этих песен есть авторы, и они известны. И для нас будет за честь, если наши песни будут принимать за народные. — Олег Хоменко, 2012[15].

### Альбомы
- «Палац» (1995)
- «Дарожка» (1997)
- «Танчыць» (2001)
- «Лепшае» (2002)
- «Чужыя дзеўкі» (2002)
- «Сьвяточны» (2003)

## Участие в коллективных сборниках песен
- «Вольныя танцы: слухай сваё» (1999)
- «Вольныя танцы: альтэрнатыва by» (2001)
- «Viza Незалежнай Рэспублікі Мроя» (2003)
- «Прэм’ер Тузін 2005» (2005)
- «Песьні свабоды» (2006)
- «Дыхаць!» (2006)
- «Прэм’ер Тузін 2006» (2006)

## Награды
- «Рок-корона 1996» в номинации «Традиции и современность».
- «Рок-корона 2001» в номинации «Клип года».